# Distretto di Paghman
Il distretto di Paghman è un distretto dell'Afghanistan appartenente alla provincia di Kabul. Viene stimata una popolazione di 118.100 abitanti (dato 2012-13).